# St. Medardus (Wißkirchen)

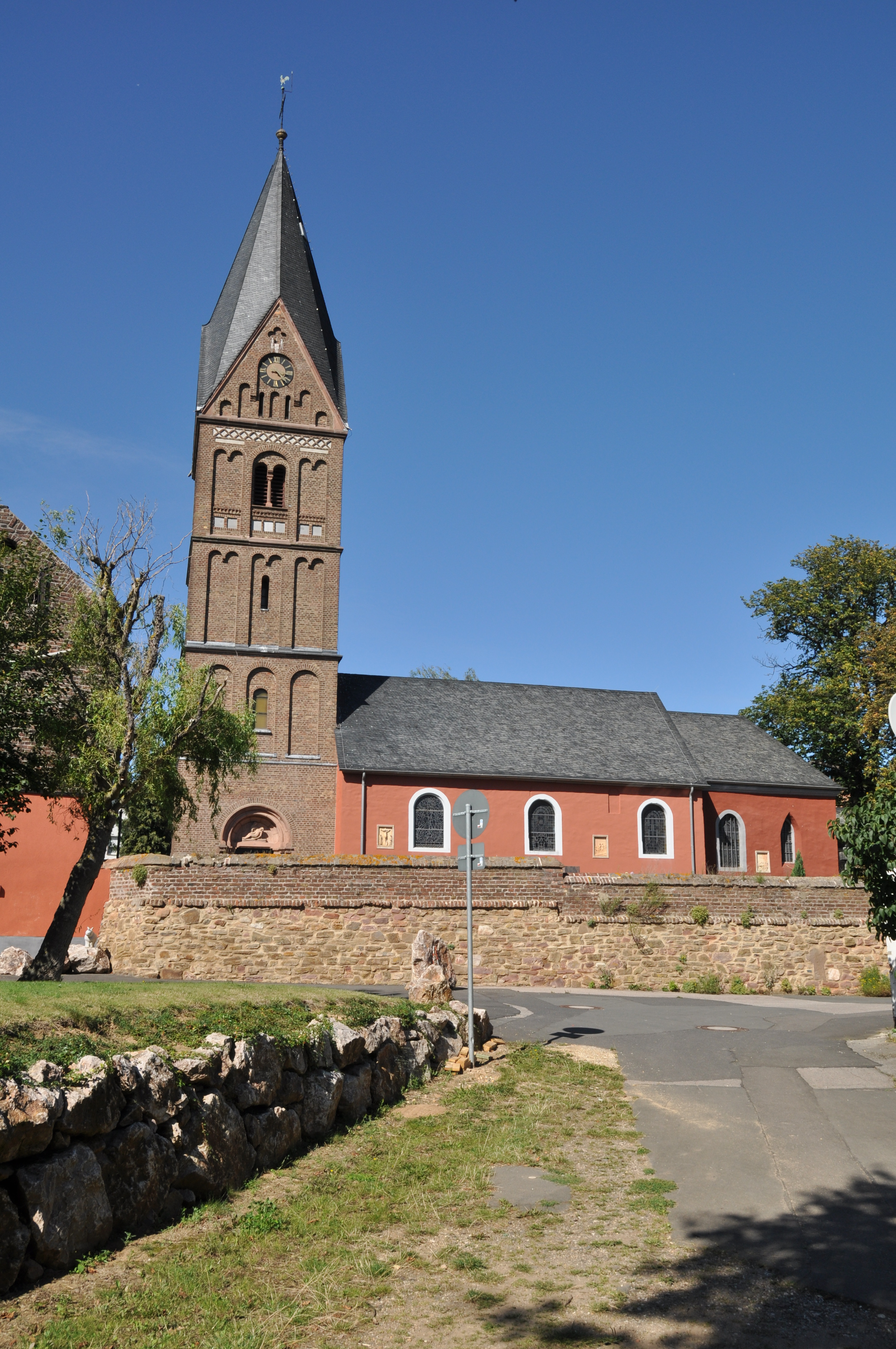
Kirche St. Medardus in Wißkirchen

Die katholische Pfarrkirche St. Medardus in Wißkirchen, einem Stadtteil von Euskirchen im Kreis Euskirchen in Nordrhein-Westfalen, wurde ursprünglich im Mittelalter errichtet. Die dem heiligen Medardus geweihte Kirche ist ein geschütztes Baudenkmal.

## Geschichte
Die Kirche geht auf eine romanische Saalkirche aus dem 11. Jahrhundert zurück. Bei Renovierungsarbeiten Ende der 1960er Jahre stieß man auf sechs bis dahin unbekannte Fenster aus Stein mit hölzernem Rahmen. Die Untersuchungen ergaben, dass die Fenster der romanischen Bauepoche angehören. Die Kirche in Wißkirchen, die bereits 1181 im Besitz der Abtei Siegburg war, ist älter als bisher angenommen wurde.
Der Chor der Kirche stammt aus dem Anfang des 16. Jahrhunderts und das Langhaus aus dem 18. Jahrhundert. Der Westturm wurde 1880 nach Plänen des Architekten August Carl Lange (1834–1884) errichtet.
In den Jahren 1970/71 wurde das durch den Zweiten Weltkrieg und dem Erdbeben von 1951 beschädigte Gotteshaus von Grund auf restauriert. Das äußere Mauerwerk wurde verputzt und rot angestrichen. Weitere Renovierungsarbeiten fanden in den 1980er und 1990er Jahren statt.

## Orgel
Die neue Orgel wurde 1934 von der Orgelbaufirma Weimbs in Hellenthal eingebaut.

## Glocken
Im Jahr 1953 wurden drei neue Glocken von der Firma August Mark aus Brockscheid gegossen.